# Từ hóa dư
Từ hóa dư (Remanence) hoặc Từ dư là từ hóa còn giữ lại trong một khối vật liệu sắt từ (như sắt) sau khi từ trường bên ngoài đã dỡ bỏ. Nó cũng là thước đo của sự từ hóa. Một cách đơn giản thì khi một nam châm được từ hóa thì nó có từ dư, tức là có từ trường riêng khi không còn trường ngoài.

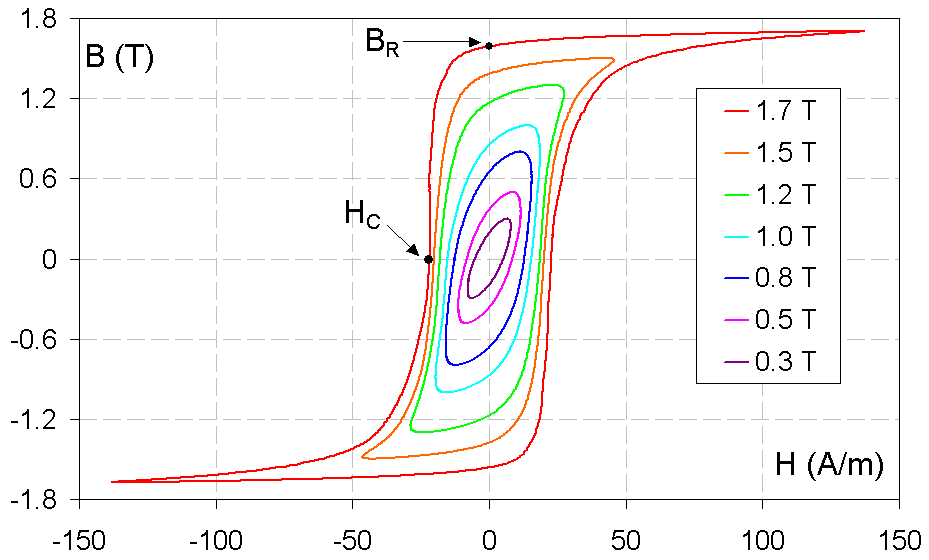
Họ đường từ trễ xoay chiều AC của thép dạng hạt định hướng, thực hiện bởi B-H Analyzer. B_{r} là Từ dư bão hòa, H_{c} là Từ kháng.

## Hiện tượng từ dư
Từ hóa dư và từ hóa được quan tâm từ thời cổ, khi con người phát hiện đá nam châm và tìm cách chế tạo la bàn để định hướng.
Các nghiên cứu định lượng được thực hiện bằng cách dùng từ trường ngoài H từ hóa khối vật liệu sắt từ, thì cho thấy cảm ứng từ B và từ dư B([H=0]) của vật liệu, phụ thuộc phi tuyến vào trường từ hóa H, và cả vào lịch sử quá trình từ hóa.
Thí nghiệm được tự động hóa có thể cho ra ngay các đường cong từ hóa, là bằng thiết bị B-H Analyzer, trong đó từ trường H  tạo bằng dòng xoay chiều (AC), và Từ kế mẫu rung (Vibrating sample magnetometer) để đo cảm ứng từ B.
Các đường cong từ hóa nói trên gọi nhóm thành Họ đường từ trễ, và từ đó định nghĩa ra Từ dư bão hòa Br là từ dư thu được sau khi từ hóa bão hòa, và Từ kháng Hc là từ trường ngoài cần thiết để khử từ dư.
Từ dư chia cho thể tích vật thể thì ra Độ từ hóa M, đặc trưng cho vật liệu.

## Ứng dụng
Từ dư của các vật liệu từ tính cung cấp bộ nhớ từ tính trong các thiết bị lưu trữ của kỹ thuật điện tử và máy tính. Trước đây nửa thế kỷ các máy tính sử dụng 1 xuyến từ làm ô nhớ RAM 1 bit. 
Đến ngày nay các băng từ, đĩa từ, thẻ từ,... thì dùng tinh thể nhỏ của Sắt(III) oxide (Fe3O4) hay Crôm(IV) oxide (CrO2), phủ lên bề mặt vật liệu mang.
Băng, đĩa, Cassette từ cũng đã một thời dài là phương tiện để ghi âm ghi hình trong công nghiệp điện tử và giải trí.
Trong kỹ thuật điện thì ở các máy biến áp, động cơ điện,... từ dư lớn là điều không mong muốn. Khi cần thiết thì phải thực hiện khử từ (Degaussing). Trong khi đó một số kiểu máy phát điện cần một từ dư nhỏ để giữ cực tính các đầu dây như cũ khi phát điện trở lại, như máy phát điện một chiều (DC) tự cấp dòng kích thích từ.
Từ dư của các khoáng vật từ tính trong các tầng đất đá tạo ra dị thường từ, làm thay đổi từ trường Trái Đất tại địa phương, và là cơ sở của phương pháp địa vật lý Thăm dò từ.
Từ dư của các khoáng vật từ tính xảy ra trong tự nhiên được một số người xếp vào loại Từ hóa dư tự nhiên.
Từ dư này chốt lại thông tin về từ trường Trái Đất vào thời kỳ hình thành của nó. Vì thế nó được sử dụng như một nguồn nhớ thông tin về Cổ địa từ (Paleomagnetism) của Trái Đất.
Nghiên cứu từ hóa dư trong đất đá cũng được áp dụng trên hành tinh như Sao Hỏa.

## Các loại từ dư

### Từ dư bão hòa
Từ dư bão hòa (Saturation remanence) là định nghĩa mặc định của Từ dư, là từ hóa còn lại trong vật nhiễm sau khi đặt vật này trong một từ trường lớn đủ để đạt độ bão hòa rồi dỡ bỏ trường ngoài. Các thí nghiệm xác định đồ thị vòng từ trễ bằng một B-H Analyzer, đã nêu ở trên.
Giá trị từ dư của khối Br là một trong những thông số quan trọng nhất đặc trưng cho nam châm vĩnh cửu. Nam châm Neodymi là loại có từ dư mạnh nhất, xấp xỉ bằng 1.3 Tesla.
Br được chia cho thể tích để có giá trị từ dư đặc trưng cho vật liệu là Mr (tức mật độ từ dư). Khi cần phân biệt nó với các loại từ hóa dư khác, nó được gọi là từ dư bão hòa hoặc từ dư bão hòa đẳng nhiệt (Saturation isothermal remanence, SIRM) và ký hiệu là Mrs.

### Từ dư đẳng nhiệt
Từ hóa dư đẳng nhiệt (Isothermal remanent magnetization, IRM) là từ hóa lại các vật liệu đã có từ dư, xảy ra ở nhiệt độ thông thường. Nó xảy ra trong các quá trình như ghi băng đĩa từ, trong các vụ khử từ nhưng còn tồn tại từ trường của môi trường. Quá trình cũng được thực hiện trong phòng thí nghiệm nghiên cứu từ hóa dư các vật liệu để thu được đặc trưng đầy đủ của từ hóa.
Trong tự nhiên nó xảy ra ở nơi có từ trường cục bộ mạnh, vi dụ sét đánh, hay có nam châm đưa lại gần làm từ hóa lại đất đá. Phân biệt từ hóa sét đánh là cường độ cao và thay đổi nhanh chóng theo các hướng ở tầm cm. Trong hố khoan thăm dò IRM thường xảy ra do từ trường của ống đầu khoan làm từ hóa lõi khoan.

### Từ dư Anhysteretic
Từ dư phi từ trễ hay từ dư Anhysteretic, là loại từ dư phòng thí nghiệm (laboratory remanence), và trình bày theo Vật lý Vui thì như sau.
Thật tuyệt vời khi có từ dư để làm ra đĩa&băng ghi lại muôn thứ thông tin. Nhưng đĩa cứng ghi dãy ngàn số 0 như thế nào? Chắc chắn không phải là bằng một từ trường yên tĩnh cho đoạn đó, mà phải mã hóa thế nào đó thành dãy xung biểu thị ngàn số 0, và nó khác với dãy ngàn số 1 theo kiểu nào đó. Dù với cách mã hóa nào, thì ghi số (digital) lên đường ghi từ vẫn thuận lợi, ấy là trao cho các vi nam châm ghi lại trạng thái logic 1 và 0 ở mức từ dư bão hòa, với phương từ hóa quay lên hoặc quay xuống lớp nền, hoặc theo chiều hay ngược chiều chuyển động của đường ghi.
Các băng từ ghi tín hiệu tương tự phổ biến hồi trước đây đối mặt với méo phi tuyến do từ trễ gây ra. Việc thu âm từ mic rồi khuếch đại và ghi lên băng, thì phải không được chạm phần bão hòa của đường từ hóa, phải xóa được lịch sử từ hóa, tránh đoạn phi tuyến ở gần mức 0, sao cho cường độ từ trường của vi nam châm ở tỷ lệ đúng với mức tín hiệu đã thu mic.
Kiểm soát tránh bão hòa là việc chọn đúng hệ số khuếch đại và cấp dòng ghi cho đầu từ ghi. Khử ảnh hưởng từ trễ thì thực hiện bằng thiên từ cao tần, là tín hiệu có tần số cao hơn vài lần tần giới hạn trên của âm thanh. 
Nó được cộng ở mức thích hợp sao cho từ trường tổng có thể đạt mức gây bão hòa.
Từ trường của đầu từ ghi giảm theo khoảng cách từ khe ghi. Khi vùng ghi trên đường ghi từ đi qua đầu từ ghi, vi nam châm sẽ trải qua kỳ trường tăng, đến cực đại, rồi kỳ giảm.
Ở tốc độ di chuyển tương đối của băng ghi phù hợp thì thiên từ sẽ thực hiện được vài vòng từ hóa để khử lịch sử, giảm ảnh hưởng từ trễ. Nó tạo ra cái gọi là phi từ trễ, làm cho đặc trưng ghi tín hiệu âm thanh diễn ra gần như theo phần đường đặc trưng từ hóa ban đầu. Thiên từ cũng được ghi lại cùng tín hiệu chính ở dạng nhiễu răng cưa nhỏ để chịu phần phi tuyến của đường đặc trưng từ hóa ban đầu quanh đoạn ≈ 0. Khi đọc băng thì nhiễu thiên từ dễ dàng được lọc bỏ.